# Rhinolophus cognatus
Rhinolophus cognatus är en fladdermusart som beskrevs av K. Andersen 1906. Rhinolophus cognatus ingår i släktet Rhinolophus och familjen hästskonäsor. IUCN kategoriserar arten globalt som starkt hotad. Inga underarter finns listade i Catalogue of Life. Wilson & Reeder (2005) skiljer mellan två underarter.
Arten förekommer på Andamanöarna i södra Asien. Habitatet utgörs av regnskogar och mangrove. Individerna vilar i grottor.